# Яггид-Лим
Яггид-Лим — царь Мари, правил приблизительно в 1834—1813 годах до н. э. Яггид-Лим был вождём амореев, основавшим династию, которая правила царством Мари чуть более столетия.
Яггид-Лим происходил из аморейского племени бин-симала. Подтверждением этого служит письмо более позднего царя Вавилона Хаммурапи, где он подчёркивает этническую принадлежность своего союзника, царя Мари Зимри-Лима, как известно, бывшего внуком Яггид-Лима:

«Нет никого, кто пришёл мне на помощь, кроме великих богов и Зимри-Лима, царя бинсимъалитов».
Яггид-Лим заключил союз с Ила-кабкаби, отцом знаменитого Шамши-Адада I, на тот момент правившим в городе Терка. Однако вскоре мирный договор был нарушен и между Теркой и Мари началась война, которая велась с переменным успехом. Представители династии Ила-кабкаби обвиняли в нарушении договора именно Яггид-Лима. В одном из писем, найденных в Мари, сын Шамши-Адада описывает сложившиеся в то время условия так, как сам понимает их. Текст относится к периоду, когда Шамши-Адад был уже могущественным царём всей Верхней Месопотамии, а его сын Ясмах-Адад стал его наместником в Мари. 

«В моей семье нет грешившего против бога: они все хранят клятвы, принесённые [именем] бога. В древние времена Ила-кабкаби и Яггид-Лим поклялись друг другу хранить мир. Ила-кабкаби не согрешил [то есть не нарушил клятву] перед Яггид-Лимом; наоборот, Яггид-Лим согрешил против Ила-кабкаби».
В другом письме, составленном позднее, говорится о том, что Ила-кабкаби удалось разрушить стену, окружавшую Мари или находившуюся рядом с городом. Однако, с другой стороны, нам известно, что позже Мари напал на Терку, а Яггид-Лим сместил Ила-кабкаби с престола и включил город в состав своего царства. Терка оказалась в зависимости от Мари, а Ила-кабкаби и его семья были вынуждены бежать из страны. Вся имеющаяся в нашем распоряжении информация указывает на то, что они нашли убежище в Вавилоне. О Шамши-Ададе I, который тогда был ещё очень молод, в ассирийском царском списке сказано, что «когда Нарам-Син был царём Ассирии», он «отправился в Кардуниаш» (то есть Вавилонию).
| Династия Лим      |                                                            |                     |
| Предшественник: — | царь Мари около 1834 — 1813 годов до н. э. (правил 21 год) | Преемник: Яхдун-Лим |